# 和歌山県道226号紀伊有田停車場線
和歌山県道226号紀伊有田停車場線（わかやまけんどう226ごう きいありたていしゃじょうせん）は、和歌山県東牟婁郡串本町を通る一般県道である。

## 概要
紀伊有田停車場から東牟婁郡串本町有田に至る
全線にかけて道が狭い。さらに道の周辺には農地や民家があるため、生活道路として地元住民が利用している。また、本線の起点付近には串本町立串本西小学校があるため、通学路として地元の小学生が利用している。

### 路線データ
- 起点：和歌山県東牟婁郡串本町有田（JR西日本紀勢本線 紀伊有田駅）
- 終点：和歌山県東牟婁郡串本町有田（有田交差点、国道42号交点）
- 実延長：469 m

## 歴史
本路線は、道路法（昭和27年法律第180号）第7条の規定に基づき、一般県道として1959年（昭和34年）に和歌山県が第1次認定した路線のひとつである。

### 年表
- 1959年（昭和34年）5月14日 - 和歌山県が一般県道として紀伊有田停車場線を認定[1]。

## 地理

### 通過する自治体
- 和歌山県
  - 東牟婁郡串本町

### 交差する道路
| 交差する道路 | 交差する場所 | 交差する場所      |
| ------------ | ------------ | ----------------- |
| 国道42号     | 有田         | 有田交差点 / 終点 |

### 沿線
- JR西日本紀勢本線 紀伊有田駅
- 串本町立串本西小学校 - 2008年（平成20年）度より和深、田並、有田の3小学校が統合[2]。
- 有田川
- 有田郵便局